# 天生狂野
《天生狂野》（英語：Born to Be Wild）是一部2011年在北美发行的3D自然记录短片。影片讲述了一群孤儿大猩猩、大象和人类在大自然中的故事，由David Lickley指导，Drew Fellman创作、制片，华纳兄弟与IMAX Pictures负责发行。预告片于2010年12月在马卡斯电影公司和《瑜伽熊》同时发布。正片于2011年4月8日发行，其独白由摩根·弗里曼录制。首映礼于北美时间2011年3月30日上午9点30分在蒙特利尔的IMAX影院举行。

## 评价
这部影片一经发行，便获得了极好的评价。烂番茄(Rotten Tomatoes)网站的调查显示，在41位受访者中，这部影片获得了98%的“新鲜”比例。舆论一致认为：“讲述了人与自然的《天生狂野》深深地吸引着每一位观众，连续的自然景色镜头贯穿在片中。其逼真、细腻的画面，以及给观众带来的临场感，都使这部影片充满魔力。”

## 原声带
该影片的片尾曲是由加拿大说唱歌手K'naan演唱的。